# Kalimeris procera
Kalimeris procera là một loài thực vật có hoa trong họ Cúc. Loài này được (Hemsl.) S.Y.Hu mô tả khoa học đầu tiên.